# 大学技术文凭
大学技术文凭（法語：Diplôme universitaire de technologie）是法国高等教育的一个文凭，创建于1966年。在大学技术学院（法語：Institut universitaire de technologie）或国家工艺学院（法語：Conservatoire national des arts et métiers）完成两年学习后获得，属于法国教育等级中第三等级的文凭。此文凭以职业培训以帮助学生就业为导向，但也包含了一大部分理论课程使学生能够在毕业后继续学习（学士或职业学士、硕士、工程师文凭等）。高级技师证书（法語：Brevet de technicien supérieur）比大学技术文凭更职业化。获得大学技术文凭的学生大部分都选择了继续深造。从2021年起，大学技术学士文凭将替代此文凭。

## 历史
1965年，法国的四个城市创建了不同的实践性教育机构，这些学校的教学方法和目的是为了将来成立大学技术学院作准备。
1966年1月，法国政府颁布法案成立大学技术学院，七个月后在法国全国建立了14所大学技术学院。这些学校回应了当时法国经济发展的需求。同年九月，大学技术文凭的八个专业被确定：
- 机械
- 电子、通信与自动化
- 能源电气
- 信息
- 企业管理
- 应用生物学
- 化学
- 土木工程

根据2013年的统计，83 %获得大学技术文凭的毕业生选择了继续学习，这个比例相较于更加职业化导向的高级技师证书更高。

## 招生与录取
从2008年开设，所有在高中毕业会考中获得中获得“好”与“很好”评语的高中毕业生均可直接进入相关专业的学习。
其他的学生则根据本人的学习成绩档案录取，录取委员会由大学校长根据大学技术学院院长的意见提名，委员会可以在完成档案审查后要求进行面试或笔试。